# کاظم صدقی
کاظم صدقی (۱۳۲۹ تهران) سرهنگ خلبان جنگنده گرومن اف-۱۴ تام‌کت نیروی هوایی جمهوری اسلامی ایران در طول جنگ ایران و عراق بود.

## پیشینه
صدقی با ۵ پیروزی هوایی تأیید شده علیه هواپیماهای عراقی در طول جنگ ایران و عراق به عنوان یک خلبان تک‌خال شناخته می‌شود.

## پیروزی‌ها در نبردهای هوایی
- ۱–۲۲ اکتبر ۱۹۸۰: ایم-۹ سایدوایندر/ میکویان-گورویچ میگ-۲۳
- ۲–۲۹ اکتبر ۱۹۸۰: ایم-۵۴ فینیکس/ میکویان-گورویچ میگ-۲۳
- ۳–۲۹ اکتبر ۱۹۸۰:ایم-۵۴ فینیکس/ میکویان-گورویچ میگ-۲۳
- ۴–۲۹ اکتبر ۱۹۸۰: ایم-۹ سایدوایندر/ میکویان-گورویچ میگ-۲۳
- ۵–۲۹ اکتبر ۱۹۸۰: ایم-۹ سایدوایندر/ میکویان-گورویچ میگ-۲۳

## عملیات سلطان ۱۰
صدقی در زمانی که به عنوان لیدر پروازی منصوب شد، چهار فروند میگ ۲۳ را در یک عملیات، عملیات سلطان ۱۰، در ۲۹ اکتبر ۱۹۸۰ با دو موشک ایم-۹ سایدوایندر و دو موشک ایم-۵۴ فینیکس سرنگون کرد. در طول این مأموریت، هنگامی که او با میگ ۲۳ درگیر شد، به عمق خاک عراق نفوذ کرده بود و سوختش کم بود و قبل از بازگشت و فرود سالم به آشیانه، سوخت‌گیری کرد. مرگ سه نفر از چهار خلبان هواپیمای سرنگون شده تأیید شد، از جمله سروان خلبان میگ ۲۳ احمد صباح که سابقه دو شکار قطعی در برابر نورثروپ اف-۵ ایرانی داشت.